# 이창진 (아나운서)
이창진(1969년 8월 11일 ~ )은 대한민국의  KBS 공채 23기 아나운서이다.

## 학력
- 대성고등학교 (졸업)
- 한국외국어대학교 독일어과 (학사)

## 출연한 TV,라디오 프로그램
- 2007년~2008년 KBS 2TV: 특명 공개수배 진행
- 2007년~ KBS 1TV: 씨름 중계 캐스터
- 2011년~2012년 KBS 1TV: 소비자고발
- 2015년~2016년 KBS 1TV: KBS 5시 뉴스 (오전) 일요일
- 2015년 KBS 1TV: KBS 주말뉴스 일요일 (아침 6시~6시 10분/아침 8시~8시 10분)
- 2016년 8월 6일~ KBS 1TV KBS 뉴스 (2400)
- 2024년 1월 1일~2025년 4월 10일 KBS 1라디오 오늘 밤 1라디오 화요일, 목요일 진행
- 2025년 4월 21일~ KBS 한민족방송 오늘과 내일 평일 진행